# Basquetebol do Sport Club Corinthians Paulista
O Basquetebol do Sport Club Corinthians Paulista é o departamento de basquetebol do clube poliesportivo brasileiro de mesmo nome, sediado na cidade de São Paulo, em São Paulo. Ele é mais conhecido como Corinthians Basquete ou simplesmente Corinthians. 

## Basquete masculino

### História

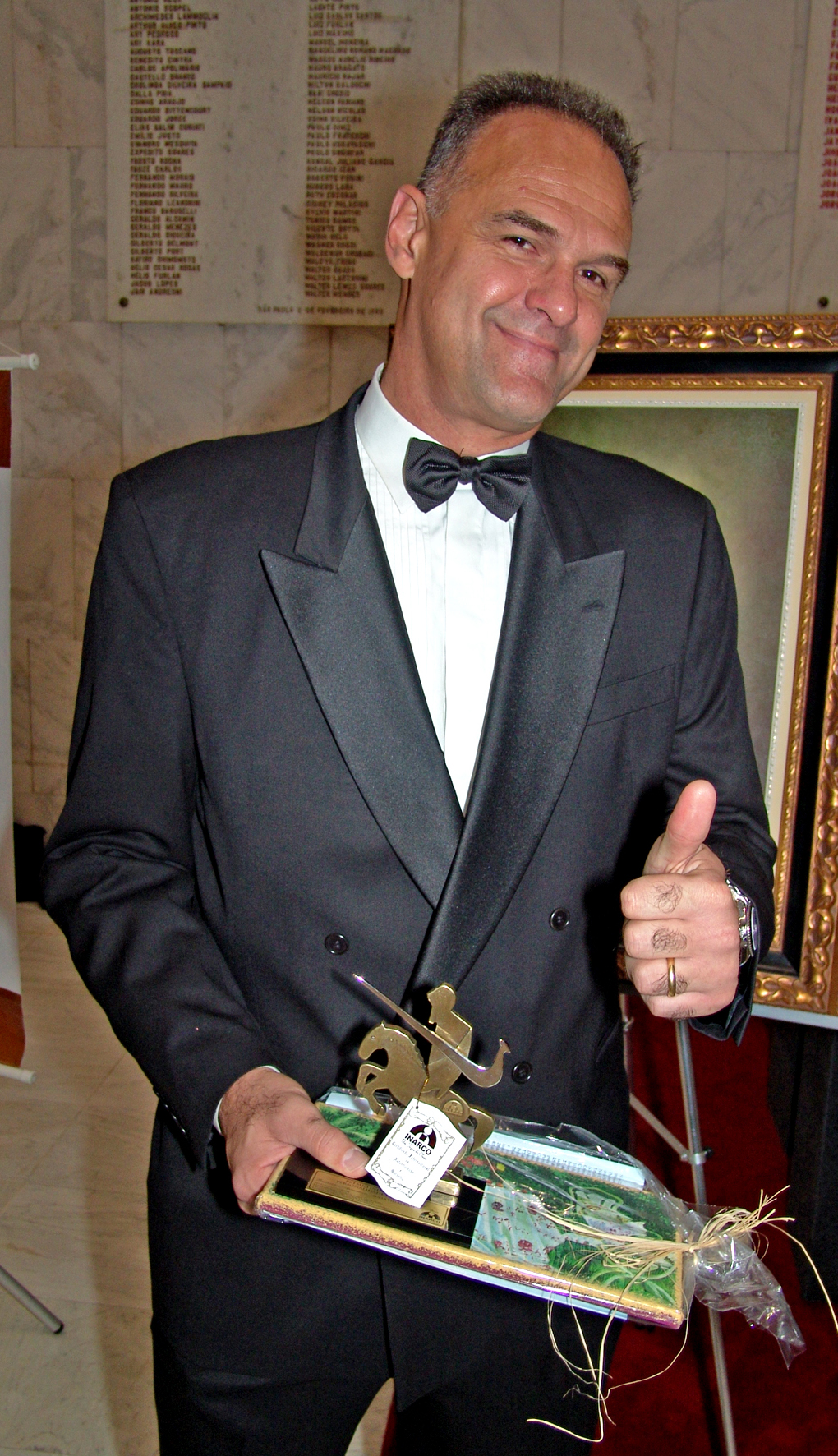
Oscar foi jogador de basquete do Corinthians na década de 1990.

Em 1928, logo após a inauguração do Parque São Jorge, iniciou-se o basquete no clube. Na época, ainda conhecido como "bola ao cesto", o basquete corintiano já tinha força no cenário nacional. A primeira partida foi contra o América, do Rio de Janeiro, partida que o Corinthians venceu por 16 a 2, resultado do primeiro tempo, pois o jogo acabou por ai, a equipe carioca, desanimada com o resultado decidiu não retornar para o segundo tempo. Alguns jogadores foram Vailatti, Toni I, Capella, Catelli, Bambista, Chumbão e Cavalheiro. O primeiro título paulista veio em 1935. No ano seguinte, o Corinthians conquistou o seu primeiro título no Campeonato Paulista da Capital.
O clube só voltou a conquistar o Paulista da Capital (Paulistano) em 1947 e 1948, e posteriormente ganhou o heptacampeonato entre 1950 e 1956.
As maiores glórias, porém, foram obtidas na década de 1960. Em 1962, o então presidente Wadih Helu trouxe Wlamir Marques, vindo do XV de Piracicaba, que seria o capitão dessa época de conquistas. Depois, viriam outros jogadores como Rosa Branca, Ubiratan, Amaury, Mical e Edvar.
Com a base da Seleção Brasileira no clube, o Corinthians conquistou mais um heptacampeonato no Paulistano entre 1964 a 1970, somando ao todo 17 conquistas. Em 1965, o clube faturou a primeira edição da Taça Brasil (o Campeonato Brasileiro da época) ao vencer o Vasco da Gama na melhor de três por dois jogos a um, e também o Campeonato Sul-Americano de Clubes, superando o uruguaio CA Tabaré. Essa foi a primeira edição do Sul-Americano de Clubes que dava ao campeão do torneio uma vaga no Mundial Interclubes. 
Também em 1965, o Corinthians enfrentou o Real Madrid (campeão europeu) em um jogo amistoso no Parque São Jorge e conquistou uma vitória épica por 118 a 109. Wlamir Marques anotou 51 pontos na partida amistosa e foi o principal destaque. O amistoso rendeu o Troféu Reis Carneiro para o Timão.
Em 1966, o clube foi vice-campeão do primeiro Mundial Interclubes, disputado na Espanha, perdendo na final para a equipe italiana do Ignis Varese. Ainda naquele ano, foi bicampeão brasileiro, novamente derrotando o Vasco na decisão, desta vez por 76 a 62. Também conquistou o bicampeonato sul-americano, suplantando a Liga Desportiva Estudantil (Equador) na série final por dois jogos a zero, no ginásio do Parque São Jorge. No Mundial Interclubes de 1967, realizado na Itália, o Corinthinas ficou em quarto lugar.
No ano de 1969, o Corinthians conquistou o Paulista pela 12.ª vez e foi tricampeão brasileiro, após vencer a Taça Brasil de 1969. Na sequência, o time corintiano tornou-se campeão pela terceira vez do Campeonato Sul-Americano de Clubes, derrotando os equatorianos da Liga Desportiva Estudantil na rodada decisiva do certame, na cidade de Guayaquil. Em sua terceira participação no Mundial, em 1970, o Alvinegro ficou com a medalha de bronze no torneio sediado na Itália.
Depois de um período de inatividade, o basquete masculino foi reativado na década de 1980. Em 1982, foi campeão do Estadual da 1.ª Divisão, a divisão de acesso. No ano seguinte, com jogadores de alto nível atuando pelo clube, como Gérson, o estadunidense Rocky Smith e o argentino Camissassa, a equipe conquistou o Campeonato Paulista de 1983 e dois anos depois (1985) repetiu o feito. O Corinthians é o maior campeão paulista de basquete com 14 conquistas, ao lado do Franca. Em 1986, o time foi convidado para disputar o Mundial Interclubes daquele ano, realizado na Argentina. Os corintianos terminaram a competição em quarto lugar.
Em 1995, novamente após anos de interrupções, o clube voltou com parceria da empresa Multi Sports, bancando um elenco de estrelas, como Oscar Schmidt, Fernando Minucci e Fantinha, os armadores Júnior e o porto-riquenho James Carter, e os pivôs Edu, Joel e o norte-americano Richt Mclver, o treinador era o porto-riquenho Flor Melendez. O clube conquistou o Campeonato Nacional de 1996, derrotando o Corinthians-RS no playoff final por 3 a 1, tornando-se tetracampeão brasileiro. No mesmo ano foi vice-campeão da Liga Sul-Americana (fato que se repetiu em 1997). Na década de 2000, o Corinthians disputou o Campeonato Paulista em 2001, sendo esta de forma independente, já que em 2003 fez uma parceria com o Mogi das Cruzes que durou até o ano de 2005. A união com o time mogiano rendeu o vice-campeonato estadual em 2003. 
No fim de 2017, o Corinthians reativou a equipe adulta, objetivando chegar ao NBB. Atingiu seu objetivo ao conquistar a Liga Ouro de 2018 (na ocasião, o Campeonato Brasileiro da 2.ª Divisão), batendo o São José no playoff final por 3 a 1. Na volta à elite do basquete brasileiro, o Timão ficou em sexto lugar no NBB 2018-19, colocação que permitiu ao clube voltar a disputar a Liga Sul-Americana após 22 anos.
No Campeonato Paulista de 2019, o time fez uma grande campanha. Foi líder do seu grupo na primeira fase e, nos playoffs, derrotou Pinheiros (2 a 0 na série quartas de final) e Mogi das Cruzes (2 a 1 na série semifinal). Desta forma, chegou à final do Paulista após 34 anos. Na decisão, o Corinthians enfrentou o Franca. Apesar de muita luta, o Timão acabou derrotado pelo time do interior por 2 a 0 no playoff melhor de três e ficou com o vice-campeonato. Ainda na mesma temporada, o Timão chegou à final da Liga Sul-Americana de 2019 contra o Botafogo. Após vencer o jogo um, no Rio, por 88 a 74, a equipe perdeu a segunda partida por 74 a 64 e também o terceiro e decisivo embate por 74 a 70, ambos no ginásio Wlamir Marques, e ficou pela terceira vez com o segundo lugar na competição continental.

### Títulos
| Continentais                                | Continentais | Continentais                                                                                          |
| Competição                                  | Títulos      | Temporadas                                                                                            |
| ------------------------------------------- | ------------ | --- |
| Campeonato Sul-Americano de Clubes Campeões | 3            | 1965, 1966 e 1969                                                                                     |
| Nacionais                                   |              | |
| Competição                                  | Títulos      | Temporadas                                                                                            |
| Campeonato Brasileiro                       | 4            | 1965, 1966, 1969 e 1996                                                                               |
| Campeonato Brasileiro - 2.ª Divisão         | 1            | 2018                                                                                                  |
| Estaduais                                   |              | |
| Competição                                  | Títulos      | Temporadas                                                                                            |
| Campeonato Paulista                         | 14           | 1935, 1939, 1947, 1951, 1952, 1954, 1955, 1964, 1965, 1966, 1968, 1969, 1983 e 1985                   |
| Campeonato Estadual da 1.ª Divisão          | 1            | 1982                                                                                                  |
| Campeonato Paulistano                       | 17           | 1936, 1947, 1948, 1950, 1951, 1952, 1953, 1954, 1955, 1956, 1964, 1965, 1966, 1967, 1968, 1969 e 1970 |

#### Outros torneios
- Torneio de Preparação do Campeonato da Grande São Paulo - FPB: 13 vezes (1937, 1951, 1952, 1953, 1955, 1956, 1957, 1966, 1967, 1968, 1969, 1970 e 1971).
- Campeonato Paulista de Aspirantes da Capital: 6 vezes (1943, 1944, 1946, 1954, 1963 e 1967).
- Torneio Preparação da Divisão Especial: 2 vezes (1983 e 1985).
- Campeonato Paulista da Capital da 1ª Divisão de 2ª Turmas: 1940.
- Torneio Início de Aspirantes da Capital: 1944.
- Campeonato Paulista da Capital da 1ª Divisão: 1954.
- Torneio Quadrangular Internacional Homenagem da A.C.E.E.S.P.: 1955.
- Troféu Reis Carneiro: 1965.
- Torneio Internacional John F. Kennedy: 1967.
- Torneio Iniciação: 1968.
- Torneio Internacional Governador do Estado: 1969.
- Torneio Quadrangular Interestadual XV Aniversário do Ginásio Maracanã: 1969.
- Torneio Internacional Governador Abreu Sodré: 1969.
- Torneio Internacional Ypiranga: 1971.

### Campanhas de destaque
- Vice-campeão da Copa Intercontinental: 1966.
- Vice-campeão da Liga Sul-Americana: 3 vezes (1996, 1997 e 2019).
- Vice-campeão do Campeonato Brasileiro: 5 vezes (1967, 1968, 1970, 1983 e 1985-86).
- Vice-campeão do Campeonato Paulista: 6 vezes (1967, 1982, 1984, 2003, 2019 e 2023).

### Últimas temporadas
- a  Com a criação da Champions League na temporada 2019-20, a Liga das Américas deixou de ser disputada.
- * Por conta da pandemia de COVID-19 a temporada foi cancelada. A posição refere-se à colocação da equipe ao término da fase de classificação, que serviu como colocação final, apesar de não ter sido declarado um campeão. O critério foi utilizado apenas para a distribuição de vagas em torneios internacionais.

Legenda:
| Campeão Vice-campeão | Classificado à Champions League Classificado à Liga das Américas Classificado à Liga Sul-Americana | Rebaixado à divisão inferior. Promovido à divisão superior. |

- NBB = Novo Basquete Brasil
- LO = Liga Ouro de Basquete

### Jogadores históricos

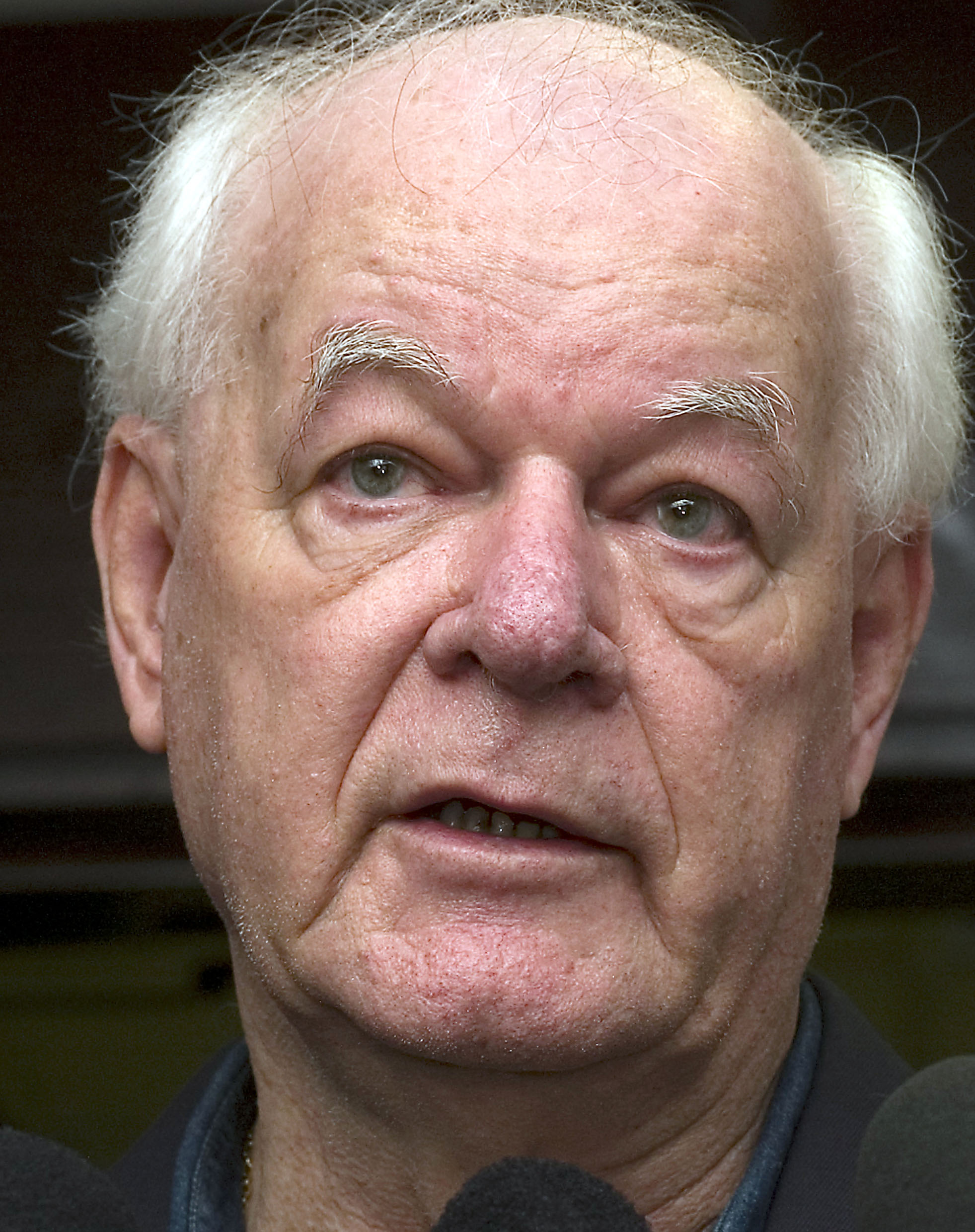
Wlamir Marques, o Diabo Loiro, é considerado o maior jogador de basquete do Corinthians de sempre. Sua camisa de número 5 foi a primeira - e, até agora, única - aposentada pelo clube. Foi homenageado com um busto e tendo o ginásio do Parque São Jorge batizado com seu nome

- Adilson Nascimento
- Angelim
- Amaury
- Edson Bispo
- Eduardo Agra
- Edvar Simões
- Emil Rached
- Esteban Camisassa
- Fernando Minucci
- Gérson Victalino
- Guilherme Giovannoni
- Israel Andrade
- James Carter
- Marcel de Souza
- Marquinhos Vieira
- Mical
- Oscar Schmidt
- Paulinho Cheidde
- Paulinho Villas Boas
- Pedro Yves
- Peninha
- Pipoka
- Rocky Smith
- Rolando Ferreira
- Rosa Branca
- Ubiratan
- Victor Mirshawka
- Wlamir Marques
- Zé Geraldo

### Técnicos históricos
- Ary Vidal
- Cláudio Mortari
- Flor Meléndez
- Moacyr Daiuto

### Número aposentado
| Números aposentados do Corinthians |                |             |           |
| Número                             | Jogador        | Posição     | Período   |
| 5                                  | Wlamir Marques | Ala/armador | 1962–1972 |

### Membros no Hall da Fama do Memorial Naismith
| Corinthians - Hall da Fama do Memorial Naismith | Corinthians - Hall da Fama do Memorial Naismith | Corinthians - Hall da Fama do Memorial Naismith | Corinthians - Hall da Fama do Memorial Naismith |
| Jogadores                                       | Jogadores                                       | Jogadores                                       | Jogadores                                       |
| Número                                          | Nome                                            | Posição                                         | Período                                         |
| ----------------------------------------------- | ----------------------------------------------- | ----------------------------------------------- | ----------------------------------------------- |
| 6                                               | Ubiratan                                        | Pivô                                            | 1961-1970                                       |
| 14                                              | Oscar Schmidt                                   | Ala                                             | 1995-1997                                       |

### Membros no Hall da Fama da FIBA
| Corinthians - Hall da Fama da FIBA | Corinthians - Hall da Fama da FIBA | Corinthians - Hall da Fama da FIBA | Corinthians - Hall da Fama da FIBA |
| Jogadores                          | Jogadores                          | Jogadores                          | Jogadores                          |
| Número                             | Nome                               | Posição                            | Período                            |
| ---------------------------------- | ---------------------------------- | ---------------------------------- | ---------------------------------- |
| 5                                  | Wlamir Marques                     | Ala                                | 1962-1972                          |
| 6                                  | Ubiratan                           | Pivô                               | 1961-1970                          |
| 4/15                               | Amaury Pasos                       | Ala/pivô                           | 1966-1972                          |
| 14                                 | Oscar Schmidt                      | Ala                                | 1995-1997                          |

## Basquetebol feminino

### História
O basquete feminino corintiano foi criado na década de 1950 e chegou a vencer por duas vezes o Paulista (1959 e 1963). No plano internacional, a equipe conquistaram competições como o Torneio Internacional de Assunção, no Paraguai, e a Copa América em 1964. Em agosto de 2015, fechou uma parceria com a equipe de basquete feminino do Americana. Em 2017, a parceria Corinthians-Americana chegou ao fim. Em 2024, o Corinthians reativou sua equipe feminina de basquete que irá participar da Liga de Basquete Feminino. A reestreia foi em 1º de março de 2024 contra a equipe do São José, mas foi superada pela adversária por 49 x 56. O Corinthians também disputará a Copa São Paulo de Basquete Feminino. O Corinthians sagrou-se campeão da Copa São Paulo de Basquete Feminino de 2024.

### Títulos
| Continentais                       | Continentais | Continentais                 |
| Competição                         | Títulos      | Temporadas                   |
| ---------------------------------- | ------------ | ---------------------------- |
| Campeonato Sul-Americano de Clubes | 1            | 2015                         |
| Nacionais                          |              |                              |
| Competição                         | Títulos      | Temporadas                   |
| Campeonato Brasileiro              | 1            | 2016-17                      |
| Estaduais                          |              |                              |
| Competição                         | Títulos      | Temporadas                   |
| Copa São Paulo                     | 1            | 2024                         |
| Campeonato Paulista                | 3            | 1958, 1963, 2015             |
| Campeonato Paulistano              | 5            | 1959, 1960, 1961, 1962, 1963 |

#### Outros torneios
- Copa América: 1964.
- Torneio Internacional de Assunção: 1964.

### Jogadoras históricas
- Damiris
- Melisa Gretter

### Técnicos históricos
- Cristiano Cedra

### Basquete 3 x 3
Em 20 de agosto de 2018, no intervalo de uma partida da equipe masculina, o Corinthians apresentou à torcida a sua equipe feminina de Basquetebol 3x3. As atletas apresentadas foram Milena Santos, Luana Ariescha, Evelyn Larissa, Sassá, Fabiete Castor e Julia Carvalho, sendo esta última a jogadora número 1 do ranking brasileiro na ocasião.Em seu primeiro ano, foi campeão invicto dos Jogos Abertos do Interior e da Copa do Brasil de Basquetebol 3x3 Feminino.

#### Títulos
| Nacionais                 | Nacionais | Nacionais  |
| Competição                | Títulos   | Temporadas |
| ------------------------- | --------- | ---------- |
| Copa do Brasil            | 1         | 2018       |
| Estaduais                 |           |            |
| Competição                | Títulos   | Temporadas |
| Jogos Abertos do Interior | 1         | 2018       |

 Campeão Invicto

#### Jogadoras históricas
- Julia Carvalho